# Skálavík község
Skálavík község (feröeriül: Skálavíkar kommuna) egy község Feröeren. Sandoy keleti részén fekszik. A Føroya Kommunufelag önkormányzati szövetség tagja.

## Történelem
A község jelenlegi formájában 1930-ban jött létre.

## Önkormányzat és közigazgatás

### Települések
| Település | Népesség | Mióta a község része | Előző község        | Megjegyzés         |
| --------- | -------- | -------------------- | ------------------- | ------------------ |
| Skálavík  | 145      | 1930                 | Sandoy egyházközség | A község székhelye |

### Polgármesterek
- Linjohn Christiansen ( – 2008/2009 – )[4][5]

## Népesség
| Év              | Lakosság |
| --------------- | -------- |
| 1986. január 1. | 223      |
| 1991. január 1. | 227      |
| 1996. január 1. | 181      |
| 2001. január 1. | 171      |
| 2006. január 1. | 180      |